# Мен Цзяо
Мен Цзяо (孟郊, 751 —814) — китайський поет часів династії Тан.

## Життєпис
Народився 751 року у м. Пхенчхан (північний схід сучасної провінції Шаньдун). Був родичем відомого поета Мен Хао-жаня. Його дитинство прийшлося на внутрішні негаразди імперії, які були викликані повстанням Ань Лушаня. Згодом тривалий час мандрував півднем країни (у сучасних провінціях Хубей, Хунань, Гуансі). У 797 році переїздить до столиці імперії Чан'ань, де успішно складає імператорський іспит та отримує вчену ступінь цзіньши. Протягом 797—811 років займав незначні посади в містах Шаосін, Лоян. У 811 році пішов у відставку. Після чого жив разом зі своєю дружиною Чен на околицях Лояна. Продовжував спілкуватися з поетами та митцями міста. Помер у 814 році.

## Творчість
Складав свої вірші у стилі гуши, одного з різновидів жанру юефу. Використовував просту мову, не обтяжуючи її складними словосполученням. Головними темами були: життя простих людей, їх біди, роздуми людей різного віку. Найвідомішими є «Пісня мандрівника», «Пісня мандруючого сина», «Осінні роздуми», «Ткаля». Всього у доробку Мен Цзяо близько 500 віршів.